# Avizorden

Avizordens symbol

Avizorden är den första inhemska portugisiska riddarorden.
Dess medlemmar kallade sig först Bröder av S:ta Maria av Evora, efter staden Avis erövring Riddare av S:t Benedikt av Aviz. År 1162 antog de benediktinregeln med några av Juan Ziritus ändringar. De bar vit mantel med grönt kors, deltog aktivt i portugisernas expeditioner till Afrika och vann avsevärda rikedomar. Orden blev efterhand förvärldsligad, Alexander IV fritog dem från celibatlöftet och Julius III gav dem förfoganderätt över deras personliga egendom. Avizorden undertrycktes 1834.
Då monarkin i Portugal avskaffades år 1910, avskaffades också orden men den skaffades om 8 år senare.
Idag delas utmärkelsen till både dem civila och militära. Från folk som arbetar på offentliga sektorn krävs åtminstone 7 års meriterad karriär. Soldaterna kan få utmärkelsen för otadlig och meriterad tjänst.
Orden består av sex klasser:
- storkedja
- storkors
- storofficerare
- kommendör
- officerare
- riddare